# Volta a Castela e Leão de 2018
A 33.ª edição da Volta a Castela e Leão (chamado oficialmente: XXXIII Vuelta Ciclista a Castilla y León) foi uma carreira de ciclismo de estrada por etapas que se celebrou entre 20 e 22 de abril de 2018 na Espanha com início no município de Alba de Tormes e final no município de Ávila sobre um percurso de 526,3 quilómetros.
A carreira fez parte do UCI Europe Tour de 2018, dentro da categoria UCI 2.1
A carreira foi vencida pelo corredor espanhol Rubén Plaza da equipa Israel Cycling Academy, em segundo lugar Carlos Barbero (Movistar) e em terceiro lugar Eduard Prades (Euskadi-Murias).

## Equipas participantes
Tomaram parte na carreira 17 equipas: 1 de categoria UCI WorldTeam; 7 de categoria Profissional Continental; e 9 de categoria Continental. Formando assim um pelotão de 119 ciclistas dos que acabaram 107. As equipas participantes foram:
| Equipe WorldTeam- Movistar Team Equipes profissionais Continentais (7)- Caja Rural-Seguros RGA - Euskadi Basque Country-Murias - Burgos-BH - Delko-Marseille Provence-KTM - Israel Cycling Academy - Rally Cycling - Manzana Postobón Equipes Continentais (9)- Fundación Euskadi - Efapel - Sporting-Tavira - W52-FC Porto - Liberty Seguros-Carglass - Medellín-Éxito - Inteja Dominican Cycling Team - Interpro Stradalli - Lokosphinx |
| |

## Percorrido
A Volta a Castela e Leão dispôs de três etapas para um percurso total de 526,3 quilómetros.
| Etapa | Data    | Percurso                   | type            | Distância (km) | Vencedor       | Líder geral    |
| ----- | ------- | -------------------------- | --------------- | -------------- | -------------- | -------------- |
| 1     | 20 abr. | Alba de Tormes – Salamanca | etapa escarpada | 187,4          | Carlos Barbero | Carlos Barbero |
| 2     | 21 abr. | Valladolid – Palência      | etapa plana     | 183,3          | Mihkel Räim    | Carlos Barbero |
| 3     | 22 abr. | Segóvia – Ávila            | média montanha  | 170,6          | Rubén Plaza    | Rubén Plaza    |

## Desenvolvimento da carreira

### 1.ª etapa
| Alba de Tormes - Salamanca | etapa escarpada | (187,4 km) |

| \| Classificação por etapas \| Classificação por etapas \| Classificação por etapas \| Classificação por etapas \| Classificação por etapas \| \| Ciclista \| Ciclista \| Equipe \| Tempo \| \| \| ------------------------ \| ------------------------ \| ------------------------ \| ------------------------ \| ------------------------ \| \| 1. \| Carlos Barbero \| Movistar Team \| 4h35m29s \| \| \| 2. \| Jon Aberasturi \| Euskadi-Murias \| + 0s \| \| \| 3. \| Eduard Prades \| Euskadi-Murias \| + 0s \| \| \| 4. \| Raymond Kreder \| Team Ukyo \| + 0s \| \| \| 5. \| Kirill Sveshnikov \| Lokosphinx \| + 0s \| \| \| 6. \| Nelson Soto \| Caja Rural-Seguros RGA \| + 0s \| \| \| 7. \| Enrique Sanz \| Euskadi-Murias \| + 0s \| \| \| 8. \| Mario González Salas \| Sporting-Tavira \| + 0s \| \| \| 9. \| Colin Joyce \| Rally Cycling \| + 0s \| \| \| 10. \| Samuel Caldeira \| W52-FC Porto \| + 0s \| \| |                      |                        |          |
| |                      |                        |          |
| |                      |                        |          |
| Classificação por etapas |                      |                        |          |
| Ciclista | Ciclista             | Equipe                 | Tempo    |
| 1. | Carlos Barbero       | Movistar Team          | 4h35m29s |
| 2. | Jon Aberasturi       | Euskadi-Murias         | + 0s     |
| 3. | Eduard Prades        | Euskadi-Murias         | + 0s     |
| 4. | Raymond Kreder       | Team Ukyo              | + 0s     |
| 5. | Kirill Sveshnikov    | Lokosphinx             | + 0s     |
| 6. | Nelson Soto          | Caja Rural-Seguros RGA | + 0s     |
| 7. | Enrique Sanz         | Euskadi-Murias         | + 0s     |
| 8. | Mario González Salas | Sporting-Tavira        | + 0s     |
| 9. | Colin Joyce          | Rally Cycling          | + 0s     |
| 10. | Samuel Caldeira      | W52-FC Porto           | + 0s     |

| \| Classificação geral \| Classificação geral \| Classificação geral \| Classificação geral \| Classificação geral \| \| Ciclista \| Ciclista \| Equipe \| Tempo \| \| \| ------------------- \| -------------------- \| ---------------------- \| ------------------- \| ------------------- \| \| 1. \| Carlos Barbero \| Movistar Team \| 4h35m16s \| \| \| 2. \| Jon Aberasturi \| Euskadi-Murias \| + 7s \| \| \| 3. \| Eduard Prades \| Euskadi-Murias \| + 9s \| \| \| 4. \| Diego Rubio \| Burgos-BH \| + 11s \| \| \| 5. \| Dmitry Strakhov \| Lokosphinx \| + 12s \| \| \| 6. \| Raymond Kreder \| Team Ukyo \| + 13s \| \| \| 7. \| Kirill Sveshnikov \| Lokosphinx \| + 13s \| \| \| 8. \| Nelson Soto \| Caja Rural-Seguros RGA \| + 13s \| \| \| 9. \| Enrique Sanz \| Euskadi-Murias \| + 13s \| \| \| 10. \| Mario González Salas \| Sporting-Tavira \| + 13s \| \| |                      |                        |          |
| |                      |                        |          |
| |                      |                        |          |
| Classificação geral |                      |                        |          |
| Ciclista | Ciclista             | Equipe                 | Tempo    |
| 1. | Carlos Barbero       | Movistar Team          | 4h35m16s |
| 2. | Jon Aberasturi       | Euskadi-Murias         | + 7s     |
| 3. | Eduard Prades        | Euskadi-Murias         | + 9s     |
| 4. | Diego Rubio          | Burgos-BH              | + 11s    |
| 5. | Dmitry Strakhov      | Lokosphinx             | + 12s    |
| 6. | Raymond Kreder       | Team Ukyo              | + 13s    |
| 7. | Kirill Sveshnikov    | Lokosphinx             | + 13s    |
| 8. | Nelson Soto          | Caja Rural-Seguros RGA | + 13s    |
| 9. | Enrique Sanz         | Euskadi-Murias         | + 13s    |
| 10. | Mario González Salas | Sporting-Tavira        | + 13s    |

### 2.ª etapa
| Valladolid - Palência | etapa plana | (183,3 km) |

| \| Classificação por etapas \| Classificação por etapas \| Classificação por etapas \| Classificação por etapas \| Classificação por etapas \| \| Ciclista \| Ciclista \| Equipe \| Tempo \| \| \| ------------------------ \| ------------------------ \| ------------------------ \| ------------------------ \| ------------------------ \| \| 1. \| Mihkel Räim \| Israel Cycling Academy \| 4h14m10s \| \| \| 2. \| Jon Aberasturi \| Euskadi-Murias \| + 0s \| \| \| 3. \| Enrique Sanz \| Euskadi-Murias \| + 0s \| \| \| 4. \| Raymond Kreder \| Team Ukyo \| + 0s \| \| \| 5. \| Kirill Sveshnikov \| Lokosphinx \| + 0s \| \| \| 6. \| Daniel López \| Burgos-BH \| + 0s \| \| \| 7. \| Edwin Ávila \| Israel Cycling Academy \| + 0s \| \| \| 8. \| Carlos Barbero \| Movistar Team \| + 0s \| \| \| 9. \| Daniel Mestre \| Efapel \| + 0s \| \| \| 10. \| Colin Joyce \| Rally Cycling \| + 0s \| \| |                   |                        |          |
| |                   |                        |          |
| |                   |                        |          |
| Classificação por etapas |                   |                        |          |
| Ciclista | Ciclista          | Equipe                 | Tempo    |
| 1. | Mihkel Räim       | Israel Cycling Academy | 4h14m10s |
| 2. | Jon Aberasturi    | Euskadi-Murias         | + 0s     |
| 3. | Enrique Sanz      | Euskadi-Murias         | + 0s     |
| 4. | Raymond Kreder    | Team Ukyo              | + 0s     |
| 5. | Kirill Sveshnikov | Lokosphinx             | + 0s     |
| 6. | Daniel López      | Burgos-BH              | + 0s     |
| 7. | Edwin Ávila       | Israel Cycling Academy | + 0s     |
| 8. | Carlos Barbero    | Movistar Team          | + 0s     |
| 9. | Daniel Mestre     | Efapel                 | + 0s     |
| 10. | Colin Joyce       | Rally Cycling          | + 0s     |

| \| Classificação geral \| Classificação geral \| Classificação geral \| Classificação geral \| Classificação geral \| \| Ciclista \| Ciclista \| Equipe \| Tempo \| \| \| ------------------- \| ------------------- \| ---------------------------- \| ------------------- \| ------------------- \| \| 1. \| Carlos Barbero \| Movistar Team \| 8h49m26s \| \| \| 2. \| Jon Aberasturi \| Euskadi-Murias \| + 1s \| \| \| 3. \| Enrique Sanz \| Euskadi-Murias \| + 9s \| \| \| 4. \| Eduard Prades \| Euskadi-Murias \| + 9s \| \| \| 5. \| Ángel Madrazo \| Delko-Marseille Provence-KTM \| + 10s \| \| \| 6. \| Diego Rubio \| Burgos-BH \| + 11s \| \| \| 7. \| Dmitry Strakhov \| Lokosphinx \| + 12s \| \| \| 8. \| Fabio Duarte \| Manzana Postobón \| + 12s \| \| \| 9. \| Raymond Kreder \| Team Ukyo \| + 13s \| \| \| 10. \| Kirill Sveshnikov \| Lokosphinx \| + 13s \| \| |                   |                              |          |
| |                   |                              |          |
| |                   |                              |          |
| Classificação geral |                   |                              |          |
| Ciclista | Ciclista          | Equipe                       | Tempo    |
| 1. | Carlos Barbero    | Movistar Team                | 8h49m26s |
| 2. | Jon Aberasturi    | Euskadi-Murias               | + 1s     |
| 3. | Enrique Sanz      | Euskadi-Murias               | + 9s     |
| 4. | Eduard Prades     | Euskadi-Murias               | + 9s     |
| 5. | Ángel Madrazo     | Delko-Marseille Provence-KTM | + 10s    |
| 6. | Diego Rubio       | Burgos-BH                    | + 11s    |
| 7. | Dmitry Strakhov   | Lokosphinx                   | + 12s    |
| 8. | Fabio Duarte      | Manzana Postobón             | + 12s    |
| 9. | Raymond Kreder    | Team Ukyo                    | + 13s    |
| 10. | Kirill Sveshnikov | Lokosphinx                   | + 13s    |

### 3.ª etapa
| Segóvia - Ávila | média montanha | (170,6 km) |

| \| Classificação por etapas \| Classificação por etapas \| Classificação por etapas \| Classificação por etapas \| Classificação por etapas \| \| Ciclista \| Ciclista \| Equipe \| Tempo \| \| \| ------------------------ \| ------------------------ \| ------------------------ \| ------------------------ \| ------------------------ \| \| 1. \| Rubén Plaza \| Israel Cycling Academy \| 4h01m34s \| \| \| 2. \| Eduard Prades \| Euskadi-Murias \| + 46s \| \| \| 3. \| Carlos Barbero \| Movistar Team \| + 46s \| \| \| 4. \| Colin Joyce \| Rally Cycling \| + 49s \| \| \| 5. \| Mario González Salas \| Sporting-Tavira \| + 51s \| \| \| 6. \| Diego Rubio \| Burgos-BH \| + 51s \| \| \| 7. \| Daniel Mestre \| Efapel \| + 51s \| \| \| 8. \| Dmitry Strakhov \| Lokosphinx \| + 51s \| \| \| 9. \| Alex Aranburu \| Caja Rural-Seguros RGA \| + 54s \| \| \| 10. \| Frederico Figueiredo \| Sporting-Tavira \| + 54s \| \| |                      |                        |          |
| |                      |                        |          |
| |                      |                        |          |
| Classificação por etapas |                      |                        |          |
| Ciclista | Ciclista             | Equipe                 | Tempo    |
| 1. | Rubén Plaza          | Israel Cycling Academy | 4h01m34s |
| 2. | Eduard Prades        | Euskadi-Murias         | + 46s    |
| 3. | Carlos Barbero       | Movistar Team          | + 46s    |
| 4. | Colin Joyce          | Rally Cycling          | + 49s    |
| 5. | Mario González Salas | Sporting-Tavira        | + 51s    |
| 6. | Diego Rubio          | Burgos-BH              | + 51s    |
| 7. | Daniel Mestre        | Efapel                 | + 51s    |
| 8. | Dmitry Strakhov      | Lokosphinx             | + 51s    |
| 9. | Alex Aranburu        | Caja Rural-Seguros RGA | + 54s    |
| 10. | Frederico Figueiredo | Sporting-Tavira        | + 54s    |

## Classificações finais
- As classificações finalizaram da seguinte forma:[4]

### Classificação geral
| \| Classificação geral \| Classificação geral \| Classificação geral \| Classificação geral \| Classificação geral \| \| Ciclista \| Ciclista \| Equipe \| Tempo \| \| \| ------------------- \| -------------------- \| ---------------------- \| ------------------- \| ------------------- \| \| 1. \| Rubén Plaza \| Israel Cycling Academy \| 12h51m07s \| \| \| 2. \| Carlos Barbero \| Movistar Team \| + 35s \| \| \| 3. \| Eduard Prades \| Euskadi-Murias \| + 42s \| \| \| 4. \| Colin Joyce \| Rally Cycling \| + 55s \| \| \| 5. \| Diego Rubio \| Burgos-BH \| + 55s \| \| \| 6. \| Mario González Salas \| Sporting-Tavira \| + 55s \| \| \| 7. \| Dmitry Strakhov \| Lokosphinx \| + 56s \| \| \| 8. \| Daniel Mestre \| Efapel \| + 57s \| \| \| 9. \| Sergio Higuita \| Manzana Postobón \| + 1m00s \| \| \| 10. \| Alex Aranburu \| Caja Rural-Seguros RGA \| + 1m00s \| \| |                      |                        |           |
| |                      |                        |           |
| Fonte: ProCyclingStats |                      |                        |           |
| Classificação geral |                      |                        |           |
| Ciclista | Ciclista             | Equipe                 | Tempo     |
| 1. | Rubén Plaza          | Israel Cycling Academy | 12h51m07s |
| 2. | Carlos Barbero       | Movistar Team          | + 35s     |
| 3. | Eduard Prades        | Euskadi-Murias         | + 42s     |
| 4. | Colin Joyce          | Rally Cycling          | + 55s     |
| 5. | Diego Rubio          | Burgos-BH              | + 55s     |
| 6. | Mario González Salas | Sporting-Tavira        | + 55s     |
| 7. | Dmitry Strakhov      | Lokosphinx             | + 56s     |
| 8. | Daniel Mestre        | Efapel                 | + 57s     |
| 9. | Sergio Higuita       | Manzana Postobón       | + 1m00s   |
| 10. | Alex Aranburu        | Caja Rural-Seguros RGA | + 1m00s   |

### Classificação da montanha
| Classificação da montanha | Classificação da montanha | Classificação da montanha | Classificação da montanha | Classificação da montanha |
| Ciclista                  | Ciclista                  | Equipe                    | Pontos                    |                           |
| ------------------------- | ------------------------- | ------------------------- | ------------------------- | ------------------------- |
| 1.                        | Daniel Whitehouse         | Interpro Stradalli        | 18 pts                    |                           |
| 2.                        | Rubén Plaza               | Israel Cycling Academy    | 9 pts                     |                           |
| 3.                        | Marcos Jurado             | Efapel                    | 9 pts                     |                           |
| 4.                        | Omar Mendoza              | Medellín                  | 8 pts                     |                           |
| 5.                        | Joaquim Silva             | Caja Rural-Seguros RGA    | 4 pts                     |                           |
| 6.                        | Nicolás Paredes           | Medellín                  | 4 pts                     |                           |
| 7.                        | Txomin Juaristi           | Fundación Euskadi         | 4 pts                     |                           |
| 8.                        | Robin Carpenter           | Rally Cycling             | 3 pts                     |                           |
| 9.                        | Fabio Duarte              | Manzana Postobón          | 2 pts                     |                           |
| 10.                       | Jordi Simón               | Burgos-BH                 | 2 pts                     |                           |

### Classificação por pontos
| Classificação por pontos | Classificação por pontos | Classificação por pontos | Classificação por pontos | Classificação por pontos |
| Ciclista                 | Ciclista                 | Equipe                   | Pontos                   |                          |
| ------------------------ | ------------------------ | ------------------------ | ------------------------ | ------------------------ |
| 1.                       | Carlos Barbero           | Movistar Team            | 49 pts                   |                          |
| 2.                       | Jon Aberasturi           | Euskadi-Murias           | 40 pts                   |                          |
| 3.                       | Eduard Prades            | Euskadi-Murias           | 36 pts                   |                          |
| 4.                       | Raymond Kreder           | Team Ukyo                | 28 pts                   |                          |
| 5.                       | Colin Joyce              | Rally Cycling            | 27 pts                   |                          |
| 6.                       | Rubén Plaza              | Israel Cycling Academy   | 25 pts                   |                          |
| 7.                       | Mihkel Räim              | Israel Cycling Academy   | 25 pts                   |                          |
| 8.                       | Enrique Sanz             | Euskadi-Murias           | 25 pts                   |                          |
| 9.                       | Kirill Sveshnikov        | Lokosphinx               | 24 pts                   |                          |
| 10.                      | Mario González Salas     | Sporting-Tavira          | 20 pts                   |                          |

### Classificação por equipas
| Classificação por equipes | Classificação por equipes | Classificação por equipes | Classificação por equipes |
| Equipe                    | Equipe                    | Tempo                     |                           |
| ------------------------- | ------------------------- | ------------------------- | ------------------------- |
| 1.                        | Rally Cycling             | 38h36m26s                 |                           |
| 2.                        | Burgos-BH                 | + 2s                      |                           |
| 3.                        | Caja Rural-Seguros RGA    | + 4s                      |                           |
| 4.                        | Sporting-Tavira           | + 4s                      |                           |
| 5.                        | Manzana Postobón          | + 5s                      |                           |
| 6.                        | Efapel                    | + 34s                     |                           |
| 7.                        | W52-FC Porto              | + 43s                     |                           |
| 8.                        | Medellín-Éxito            | + 51s                     |                           |
| 9.                        | Lokosphinx                | + 1m37s                   |                           |
| 10.                       | Movistar Team             | + 2m13s                   |                           |

## Evolução das classificações
| Etapa (Vencedor)           | Classificação geral | Classificação por pontos | Classificação da montanha | Classificação das metas volantes | Classificação por equipas     |
| -------------------------- | ------------------- | ------------------------ | ------------------------- | -------------------------------- | ----------------------------- |
| 1.ª etapa (Carlos Barbero) | Carlos Barbero      | Carlos Barbero           | Daniel Whitehouse         | Carlos Barbero                   | Euskadi Basque Country-Murias |
| 2.ª etapa (Mihkel Räim)    | Carlos Barbero      | Jon Aberasturi           | Daniel Whitehouse         | Marcos Jurado                    | Euskadi Basque Country-Murias |
| 3.ª etapa (Rubén Plaza)    | Rubén Plaza         | Carlos Barbero           | Daniel Whitehouse         | Marcos Jurado                    | Rally                         |
| Final                      | Rubén Plaza         | Carlos Barbero           | Daniel Whitehouse         | Marcos Jurado                    | Rally                         |

## UCI World Ranking
A Volta a Castela e Leão outorga pontos para o UCI Europe Tour de 2018 e o UCI World Ranking, este último para corredores das equipas nas categorias UCI WorldTeam, Profissional Continental e Equipas Continentais. As seguintes tabelas mostram o barómetro de pontuação e os 10 corredores que obtiveram mais pontos:
| Posição             | 1.º | 2.º | 3.º | 4.º | 5.º | 6.º | 7.º | 8.º | 9.º | 10.º | 11.º | 12.º | 13.º-15.º | 16.º-25.º |
| Classificação geral | 125 | 85  | 70  | 60  | 50  | 40  | 35  | 30  | 25  | 20   | 15   | 10   | 5         | 3         |
| Por etapa           | 14  | 5   | 3   |     |     |     |     |     |     |      |      |      |           |           |
| Líder               | 3   |     |     |     |     |     |     |     |     |      |      |      |           |           |

| Classificação | Classificação   | Classificação                 | Classificação | Classificação | Classificação | Classificação |
| Posição       | Ciclista        | Equipa                        | Geral         | Etapa         | Líder         | Total         |
| ------------- | --------------- | ----------------------------- | ------------- | ------------- | ------------- | ------------- |
| 1.º           | Rubén Plaza     | Israel Cycling Academy        | 125           | 14            | -             | 139           |
| 2.º           | Carlos Barbero  | Movistar                      | 85            | 17            | 6             | 108           |
| 3.º           | Eduard Prades   | Euskadi Basque Country-Murias | 70            | 8             | -             | 78            |
| 4.º           | Colin Joyce     | Rally                         | 60            | -             | -             | 60            |
| 5.º           | Diego Rubio     | Burgos-BH                     | 50            | -             | -             | 50            |
| 6.º           | Mario González  | Sporting-Tavira               | 40            | -             | -             | 40            |
| 7.º           | Dmitry Strakhov | Lokosphinx                    | 35            | -             | -             | 35            |
| 8.º           | Daniel Mestre   | Efapel                        | 30            | -             | -             | 30            |
| 9.º           | Sergio Higuita  | Manzana Postobón              | 25            | -             | -             | 25            |
| 10.º          | Alex Aranburu   | Caja Rural-Seguros RGA        | 20            | -             | -             | 20            |